# Стокап
Стокап — действующий вулкан на острове Итуруп Большой Курильской гряды.
Сложный стратовулкан с двумя группами молодых вулканических конусов. Высота 1634 м (высочайшая точка Итурупа). Расположен в южной части острова, на юго-западной оконечности хребта Богатырь.
В настоящее время фиксируется слабая термальная активность на восточном склоне.